# Kang Hyo-il
Kang Hyo-Il (sinh ngày 28 tháng 3 năm 1988) là một cầu thủ bóng đá người Hàn Quốc thi đấu cho FC Ganju Iwate ở Japanese Regional Leagues.